# Villeneuve-du-Paréage
Villeneuve-du-Paréage (okzitanisch Vilanòva del Pariatge) ist eine französische Gemeinde mit 752 Einwohnern (Stand 1. Januar 2022) im Département Ariège in der Region Okzitanien (vor 2016 Midi-Pyrénées). Sie gehört zum Kanton Portes d’Ariège im Arrondissement Pamiers. Die Einwohner werden Villeneuvois genannt.

## Lage
Villeneuve-du-Paréage liegt etwa 47 Kilometer südsüdöstlich von Toulouse.
Nachbargemeinden von Villeneuve-du-Paréage sind Montaut im Norden und Osten, Pamiers im Süden und Westen sowie Unzent im Westen. Das Gemeindegebiet wird im Westen vom Fluss Crieu und im Osten von der Galage durchquert.

## Geschichte
Die Bastide wurde 1308 durch Philipp IV. der Schöne auf Veranlassung eines Paragiats mit Papst Clemens V. gegründet.

## Bevölkerungsentwicklung
| Jahr                       | 1962 | 1968 | 1975 | 1982 | 1990 | 1999 | 2006 | 2011 | 2019 |
| -------------------------- | ---- | ---- | ---- | ---- | ---- | ---- | ---- | ---- | ---- |
| Einwohner                  | 394  | 374  | 358  | 412  | 489  | 523  | 613  | 709  | 769  |
| Quellen: Cassini und INSEE |      |      |      |      |      |      |      |      |      |

## Sehenswürdigkeiten

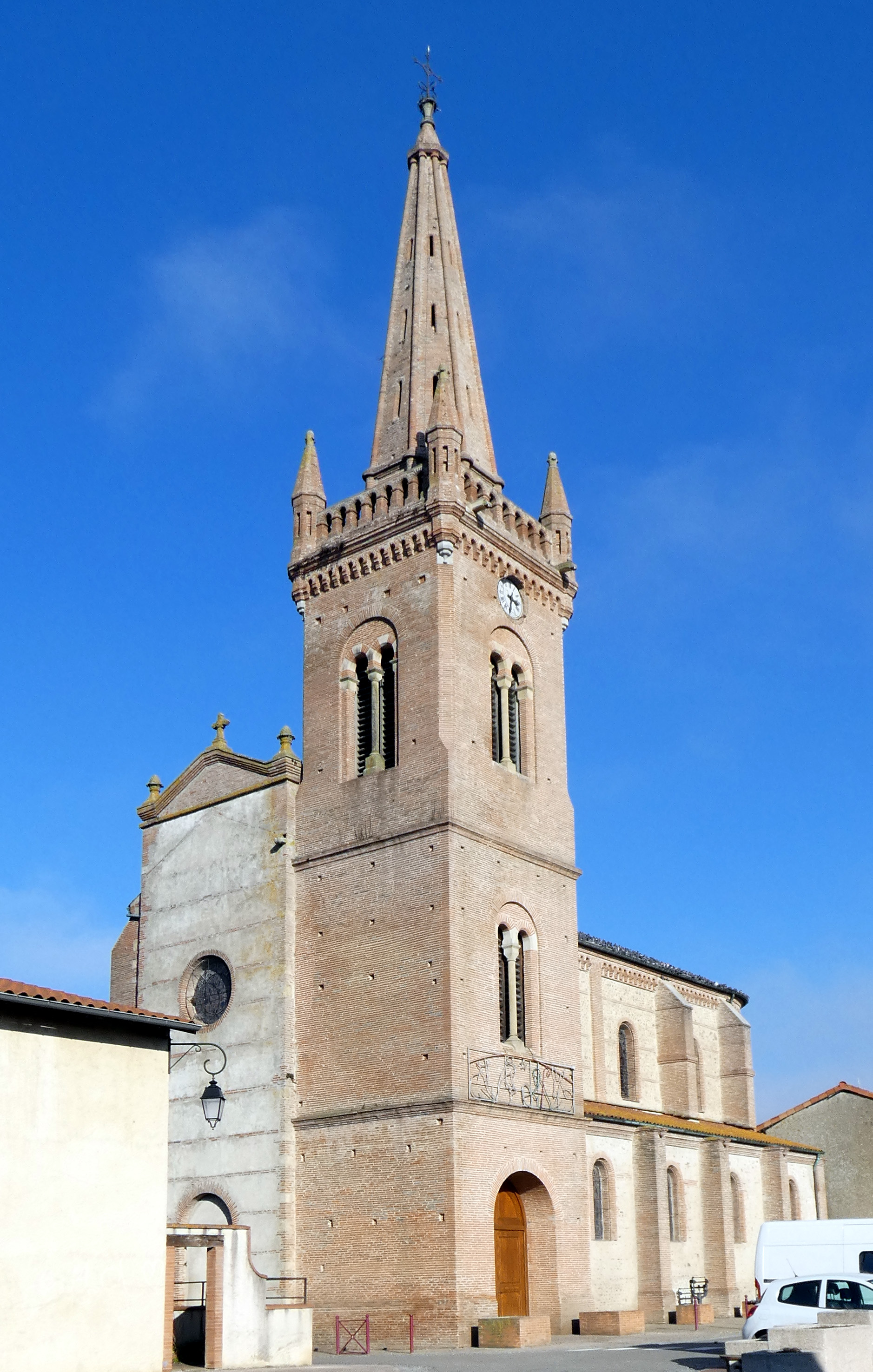
Kirche Saint-Blaise

- Kirche Saint-Blaise